# 花地河
花地河，古称山村河，位于中国广州市荔湾区芳村，因流经花地而得名。河长8.44公里，河道呈南宽北窄，南段宽110至140米、北段宽40至60米。南起佛山水道，北至花地河口，从南向北流经花地、山村、茶滘等地后汇入珠江白鹅潭，支流有大细海、增漖涌、秀水涌、广佛河等13条河涌，是芳村最重要的河流，被称为芳村母亲河。
花地河长年水量稳定，可通航百吨以下船只。每年端午节期间，鹤洞等地龙舟竞赛常在此河举行，附近农地亦靠此河灌溉。在花地河出口东岸的大通津为宋、元两代羊城八景之一的大通烟雨遗址。